# Rufinus (Toreut)
Rufinus war ein antiker römischer Toreut (Metallbearbeiter), der etwa in flavischer Zeit in Oberitalien oder Gallien tätig war.
Rufinus ist heute nur noch aufgrund von fünf Signaturstempeln auf Bronzegefäßen, drei Badschalen und zwei Kasserollen, bekannt. Die Stücke weisen eine breite Verteilung auf, wurden in drei verschiedenen modernen Ländern gefunden. Keines der Stücke wurde in der möglichen Produktionsstätte Oberitalien, eines in der möglichen Produktionsstätte Gallien (Frankreich) gefunden. Je zwei Gefäße wurden in Germania inferior (Niederlande) und in Illyrien (Kroatien) entdeckt. Bei den Stücken handelt es sich um:
1. Bronze-Badschale; gefunden in Murviel, Département Hérault, Region Okzitanien, Frankreich.[1]
2. Bronzekasserolle; gefunden in Nijmegen, Provinz Gelderland, Niederlande; heute im Rijksmuseum van Oudheden in Leiden.[2]
3. Bronzekasserolle; gefunden im Rhein in Nijmegen, Provinz Gelderland, Niederlande; heute im Museum Kam in Nijmegen.[3]
4. Bronze-Badschale; gefunden in einem Grab in Osor, Istrien, Kroatien; heute in der Archäologischen Sammlung/Lošinjer Museum[4] in Osor.[5]
5. Bronze-Badschale; gefunden in Sisak (dem antiken Siscia), Kroatien; heute im Archäologischen Museum in Zagreb.[6]

## Einzelbelege
1. ↑  Richard Petrovszky: Studien zu römischen Bronzegefäßen mit Meisterstempeln. Leidorf, Buch am Erlbach 1993, S. 293, Nr. R.06.01.
2. ↑  Inventarnummer e1925/12,2; Richard Petrovszky: Studien zu römischen Bronzegefäßen mit Meisterstempeln. Leidorf, Buch am Erlbach 1993, S. 294, Nr. R.06.02.
3. ↑  Inventarnummer XXIa. 1; Richard Petrovszky: Studien zu römischen Bronzegefäßen mit Meisterstempeln. Leidorf, Buch am Erlbach 1993, S. 294, Nr. R.06.03.
4. ↑  Archäologische Sammlung Osor – Lošinjer Museum. Abgerufen am 25. November 2021.
5. ↑  Inventarnummer 65/1913,3; Richard Petrovszky: Studien zu römischen Bronzegefäßen mit Meisterstempeln. Leidorf, Buch am Erlbach 1993, S. 294, Nr. R.06.04.
6. ↑  Inventarnummer ?; Richard Petrovszky: Studien zu römischen Bronzegefäßen mit Meisterstempeln. Leidorf, Buch am Erlbach 1993, S. 294, Nr. R.06.05.

| Personendaten    | Personendaten                              |
| ---------------- | ------------------------------------------ |
| NAME             | Rufinus                                    |
| KURZBESCHREIBUNG | antiker römischer Toreut                   |
| GEBURTSDATUM     | 1. Jahrhundert v. Chr. oder 1. Jahrhundert |
| STERBEDATUM      | 1. Jahrhundert oder 2. Jahrhundert         |